# Maille (marine)
Pour les articles homonymes, voir Maille.
En langage maritime, une maille désigne :
- un espace entre deux couples voisins ou entre deux varangues ;
- l'élément de base de la chaîne d'ancre (ligne de mouillage) ;
- l'espace entre les nœuds d'un filet de pêche permettant de faire une sélection sur la taille des captures.

## Maille entre couples
La maille est la distance entre les couples dans la membrure d'un navire; dans les navires de guerre (de combat), la maille était le point faible, susceptible de laisser passer un boulet de canon. La maille était donc dans les navires destinés à combattre, inférieure au diamètre d'un boulet de canon (de dix-huit livres, vingt-quatre livres) ; il en résultait pour les grands bâtiments, une membrure massive dans laquelle le rapport du vide au plein était de 23 % ; mais lorsque l'on n'était pas astreint à observer ces conditions militaires, on pouvait substituer aux couples de remplissage simples, des couples doubles, plus rigides, qui donnaient à la coque une solidité égale ou même supérieure, tout en étant en moins grand nombre. Sur les navires de transport ou les avisos, le rapport du vide au plein pouvait être porté sans inconvénients à 30 % voire 50 % sans que la solidité du navire en soit altérée ; ce qui empêchait d’aller plus dans cette voie, c'était la grandeur absolue que prenait alors la maille et qui devenait telle que les bordages n'étaient plus suffisamment soutenus entre deux couples consécutifs ; et qu'en outre dans les parties courbes de la coque où ils étaient fortement pliés, ils étaient exposés à rompre sur les arêtes saillantes des couples.
La maille est fermée par l'extérieur par le bordé, et par l'intérieur par le vaigrage. Le vaigrage a différentes fonction dont celui d'empêcher la cargaison de s'introduire dans la maille, qui forme  une sorte de coulisse ventilée, et un système de drainage. On avait soin de maintenir une bonne circulation de l'air dans la maille, et pour l'écoulement de l'eau susceptible de s'y introduire accidentellement, des anguillers – petits canaux à section triangulaire – étaient pratiqués dans les clefs de liaison des couples ; on en pratiquait aussi dans les varangues, destinés à établir une communication entre toutes les mailles des petits fonds, permettant à l'eau qui pouvait y pénétrer dans le navire de se rendre aux pompes pour être expulsée du navire. Faute d'anguillers les mailles des petits fonds auraient formé autant de cellules isolées qui se seraient bientôt remplies jusqu'à la hauteur du collet des varangues, d'une eau stagnante chargée de matières organiques qui venant à se corrompre, aurait produit surtout dans les pays chauds « un foyer pestilentiel des plus funestes à la santé et à l'existence des équipages ». 

### Maille de vaigrage
Les mailles de vaigrage désignaient l'intervalle qu'on laissait entre certaines vaigres de la cale, à claire-voie.

## Élément de chaine d'ancre
La maille est l'élément de base de la ligne de mouillage ; elle est de forme ovale et en son milieu se trouve une portion appelée étai, servant à éviter l'écrasement de la maille sur elle-même.
On trouve des mailles à étai (common link en anglais), des mailles sans étai (end link en anglais) ainsi que des mailles démontables (maille Kenter) qui servent à relier les maillons entre eux.

Les dimensions extérieures des mailles ont un rapport avec leur diamètre (voir schéma ci-dessous) et sont également en rapport avec les dimensions du barbotin.

Maille à étai
Maille sans étai
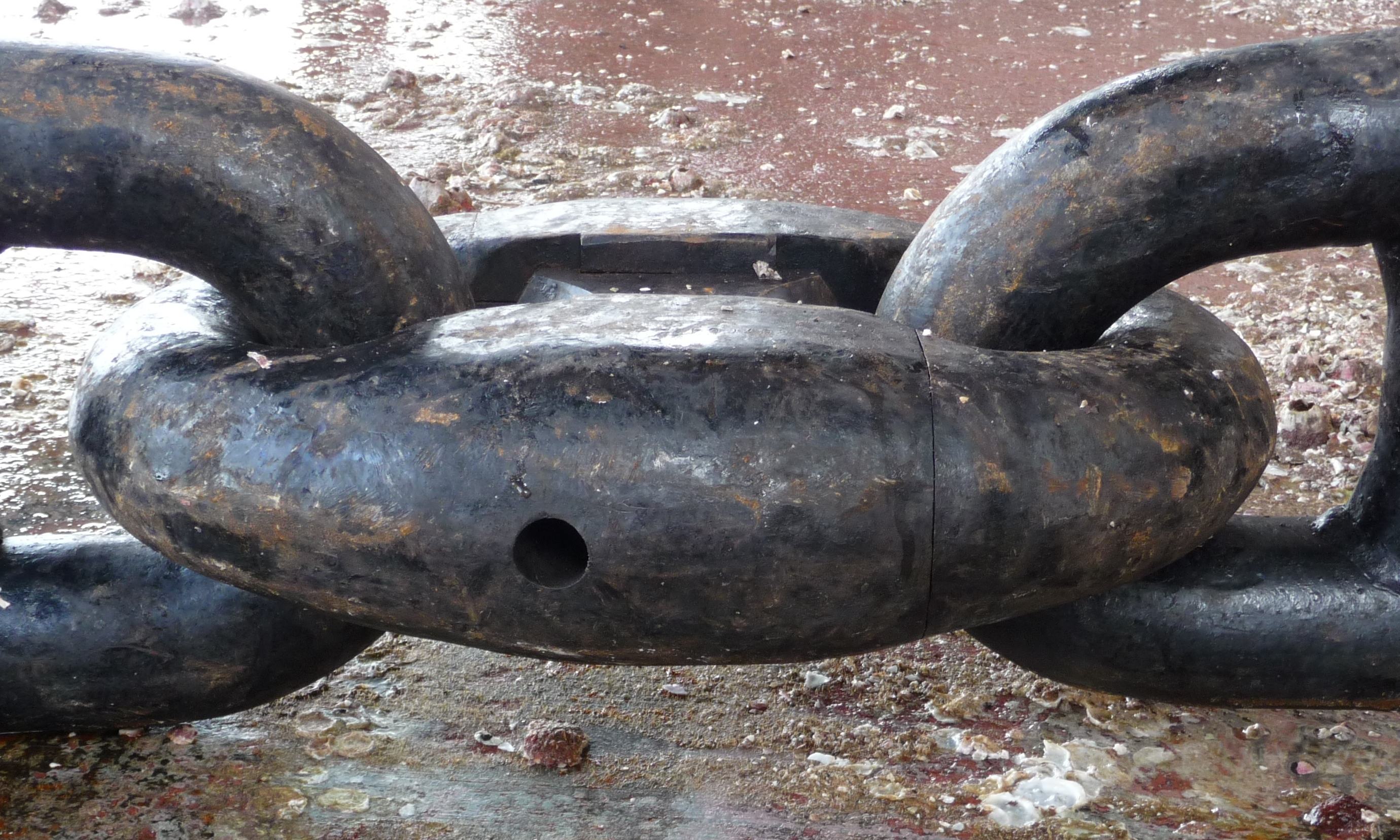
Maille kenter
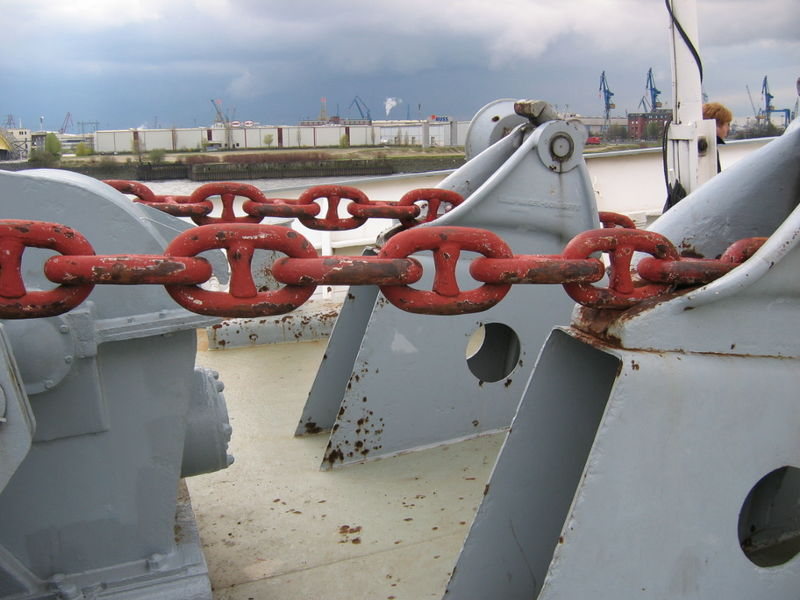
Portion de ligne de mouillage entre le guindeau (à gauche) et les stoppeurs (à droite)
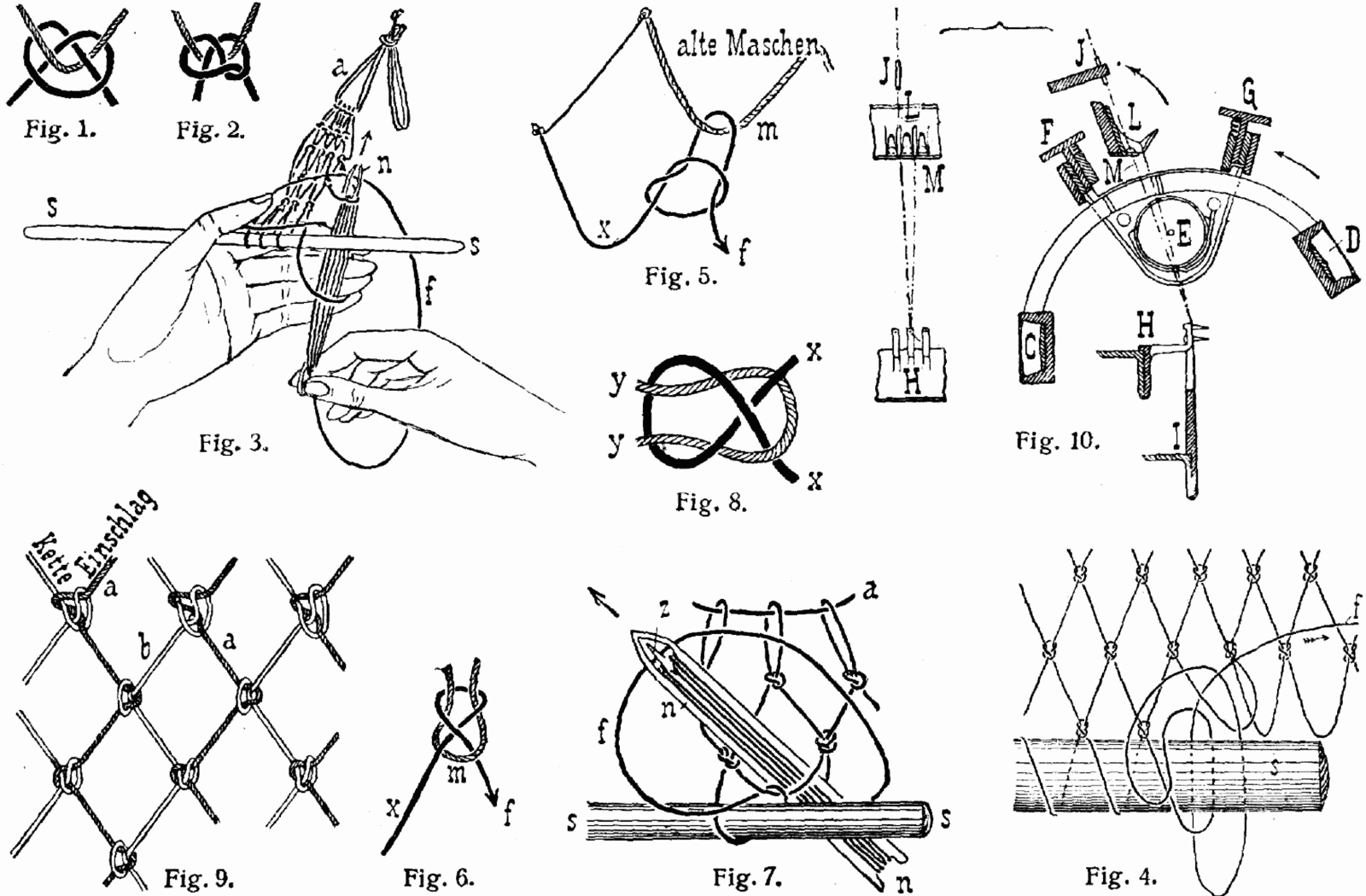
Mailles de filet
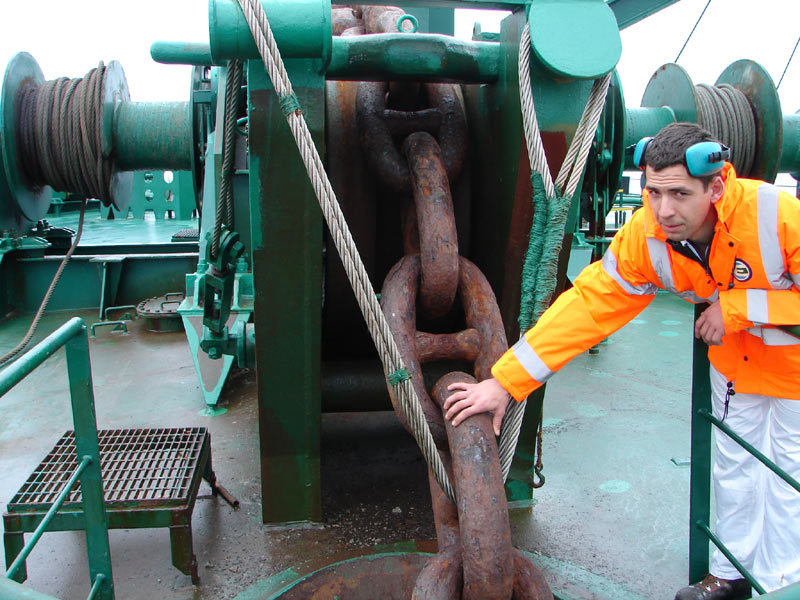
Mailles sur un grand navire